# Hieracium triangulare
Hieracium triangulare là một loài thực vật có hoa trong họ Cúc. Loài này được (Almq.) Almq. ex Stenstr. mô tả khoa học đầu tiên năm 1889.